# Liriomyza electa
Liriomyza electa är en tvåvingeart som beskrevs av Spencer 1977. Liriomyza electa ingår i släktet Liriomyza och familjen minerarflugor. Inga underarter finns listade i Catalogue of Life.